# Walter Rauschenbusch

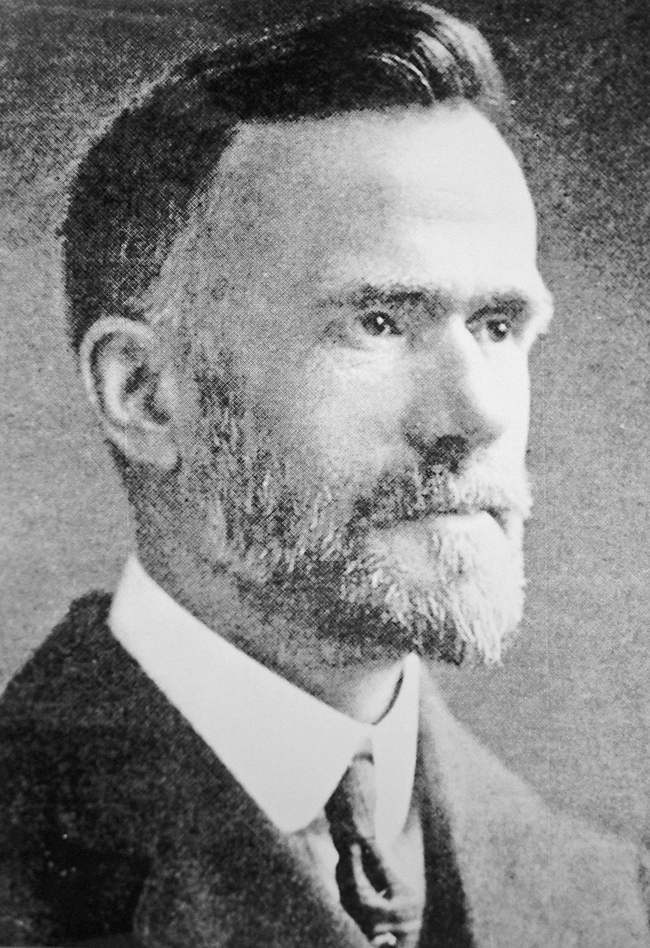
Walter Rauschenbusch

Walter Rauschenbusch (Rochester (New York), 4 oktober 1861 – aldaar, 25 juli 1918) was een Amerikaans baptistenpredikant en hoogleraar theologie. Rauschenbusch werd vooral bekend als een van de belangrijkste ideologen van de Amerikaanse beweging voor een Social Gospel, die het christendom wilde verbinden met sociale actie.

## Levensloop
Walter Rauschenbusch was afkomstig uit een geslacht van lutherse predikanten. Zijn ouders waren vanuit Altena in Westfalen naar de Verenigde Staten geëmigreerd. Hier ging zijn vader Karl August Heinrich Rauschenbusch over naar het baptisme, omdat hij in de baptistische kerk meer terugvond van de piëtistische leef- en denkwereld dan in de lutherse kerk. Walter Rauschenbusch studeerde theologie aan de Duitstalige afdeling van Rochester Theological Seminary. waaraan zijn vader sinds 1858 doceerde. Een deel van zijn opleiding volgde hij in Duitsland, het land waarmee hij zijn leven lang een sterke band zou houden. In 1886 werd hij predikant van de Tweede Duitse Baptistengemeente van New York, vlak bij een arbeiderswijk met de veelzeggende bijnaam "Hell’s Kitchen". De ervaringen die Rauschenbusch hier opdeed openden zijn ogen voor de ellende waarin veel arbeiders en immigranten verkeerden. In 1897 werd hij hoogleraar Nieuwe Testament aan de Duitse afdeling van Rochester Theological Seminary en in 1902 hoogleraar kerkgeschiedenis aan de Engelse afdeling. Zijn grootste bekendheid dankte hij echter niet aan zijn academische werken, maar aan zijn pleidooi voor een meer sociaal betrokken kerk. Het uitbreken van de Eerste Wereldoorlog had grote invloed op het leven van Rauschenbusch, die zich altijd zeer met Duitsland verbonden had geweten. Hij overleed nog voordat de oorlog beëindigd was.

## Social Gospel
Centraal in het denken van Rauschenbusch stond de komst van het Koninkrijk Gods, dat hij niet zag als een hemels rijk, maar dat volgens hem op aarde concreet gestalte diende te krijgen. Het was de taak van de christenen om te werken aan een rechtvaardige samenleving, die gestempeld werd door de christelijke liefde (agape). Praktisch betekende dit voor Rauschenbusch dat de kerken samen moesten werken met de arbeiders, opdat de mensen gelijke rechten en gelijke toegang tot economische macht zouden krijgen. Hiermee keerde hij zich tegen de individualistische nadruk op het persoonlijk heil dat het Piëtisme kende, zonder overigens het belang van persoonlijke bekering te ontkennen.
Rauschenbusch’ opvattingen werden beïnvloed door de theologie van Albrecht Ritschl, die grote nadruk legde op het “Reich Gottes” (Koninkrijk Gods), door het moderne bijbelonderzoek dat het profetische, maatschappijkritische karakter van Jezus’ optreden beklemtoonde en door zijn eigen kerkhistorisch onderzoek naar het Anabaptisme. De betekenis van het moderne Schriftkritische bijbelonderzoek voor de theologische onderbouwing van het Social Gospel door Rauschenbusch en anderen zorgde mede ervoor dat veel conservatieve, fundamentalistische christenen het oorspronkelijk maatschappijkritische karakter van het evangelicalisme verlieten.
In tegenstelling tot veel andere aanhangers van het Social Gospel meende Rauschenbusch niet dat de gewenste sociale veranderingen al gerealiseerd zouden zijn, worden wanneer de mensen individueel hun gedrag zouden veranderen. Zijn studie van de sociologie zorgde ervoor dat hij wees op de onpersoonlijke structuren die de maatschappelijke ongelijkheid in stand hielden. De extra diepgang in zijn denken zorgde ervoor dat hij de door wetenschappelijke theologen meest bestudeerde vertegenwoordiger van het Social Gospel werd.

## Invloed
Rauschenbusch' opvattingen hadden invloed op het denken van Martin Luther King, Desmond Tutu en op Rauschenbusch' kleinzoon Richard Rorty.

## Voornaamste publicaties
- M.L. Stackhouse (red.), The Righteousness of the Kingdom (Nashville, 1968; manuscript uit 1891)
- Christianity and the Social Crisis (New York, 1907; 7e druk: P.B. Rauschenbusch (red.), Christianity and the Social Crisis in the 21st Century: the classic that woke up the Church, New York, 2007)
- For God and the People. Prayers of the Social Awakening (Boston, 1910)
- Christianizing the Social Order (New York, 1912; 2e druk: New York, 1915)
- The Social Principles of Jesus (New York, 1916; 3e druk: Norwood, 1977)
- A Theology for the Social Gospel (New York, 1917; 5e druk: Louisville, Kentucky, 1997)